# Zénobie (livre)
Pour les articles homonymes, voir Zénobie.
Zénobie est un livre pour enfants de Claude Ponti, paru en 1997 chez L'École des loisirs. L'illustration de la couverture a été réalisée par l'auteur.